# Urantia

Urantia-Logo

Das Urantia Buch (engl. The Urantia Book) ist ein 1955 erschienenes Buch in englischer Sprache, in dem der Begriff „Urantia“ als eigentlicher Name des Planeten Erde vorgestellt wird. Das Buch entstand in Chicago, Illinois, USA zwischen 1924 und 1955 und beruft sich auf eine Offenbarung durch übermenschliche Persönlichkeiten. Die anonymen Autoren des Urantia-Buches geben an, dass es ihre Absicht sei, „umfassendere Konzepte und eine fortgeschrittene Wahrheit“ in einem Versuch darzustellen, „das kosmische Bewusstsein zu erweitern und die geistige Wahrnehmung zu steigern“. Unter vielen anderen Themen nehmen sie Bezug auf den Ursprung und die Bedeutung des Lebens, beschreiben den Platz der Menschheit in der Schöpfung und besprechen das Verhältnis zwischen Gott und Mensch.
Die 1950 gegründete Urantia Foundation veröffentlichte 1955 zuerst die Urantia-Papiere als The Urantia Book. Das Buch wurde in verschiedene Sprachen übersetzt, darunter ins Spanische, Finnische, Französische, Holländische, Litauische, Russische und Deutsche.
Im Jahr 2001 wurde der Urantia Foundation das US-amerikanische Copyright für die englische Version in einer Gerichtsentscheidung abgesprochen und die Urantia-Papiere wurden gemeinfrei.

## Struktur des Buches

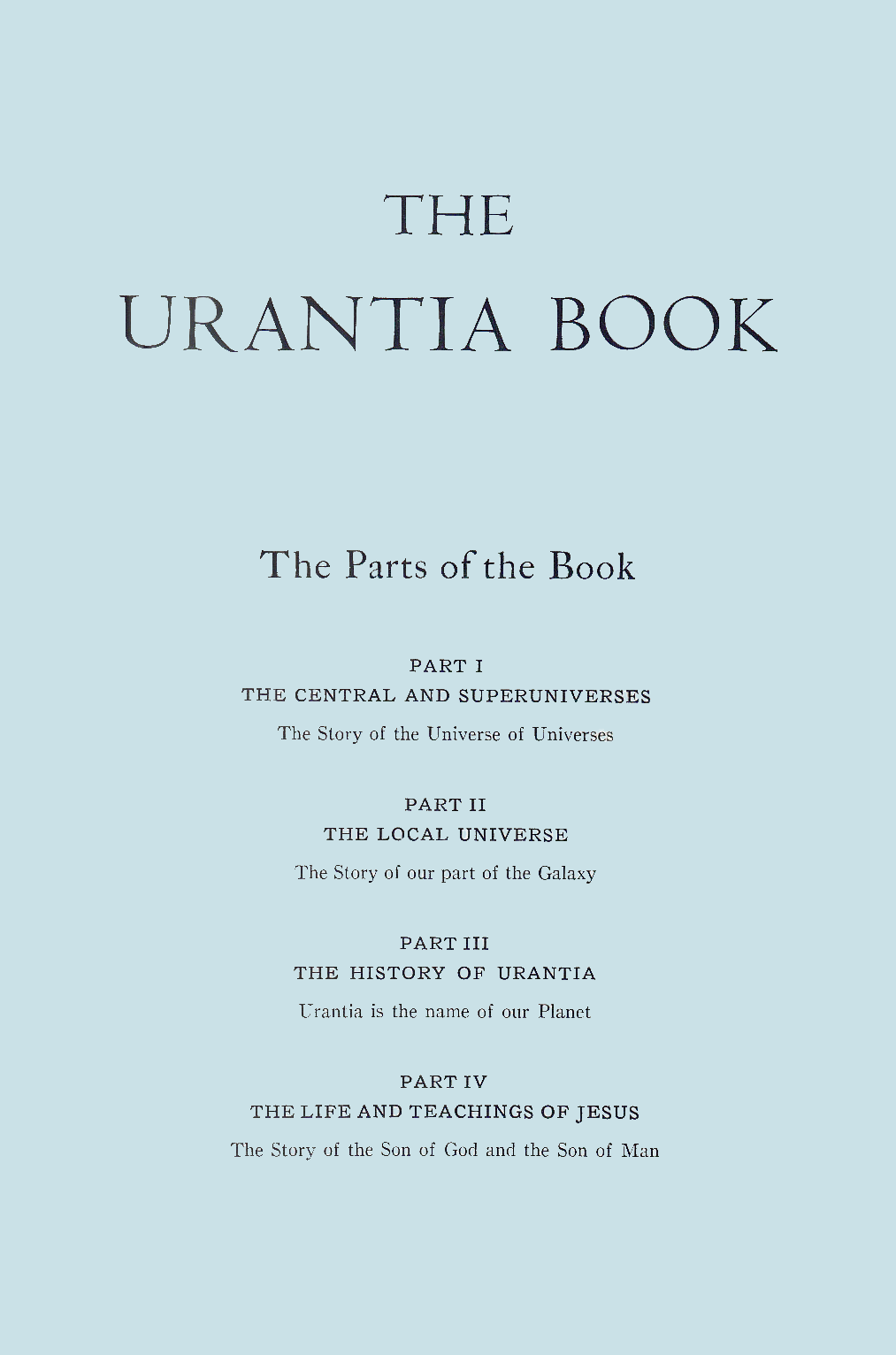
The Urantia Book (1955)

### Kosmologische Vorstellungen
Urantia, die Erde, gilt nach dem Urantia-Buch als Teil eines lokalen Universums namens Nebadon, das aus 10 Millionen bewohnten Welten besteht. Nebadon wiederum gehört zusammen mit anderen Universen zum „Superuniversum“ Orvonton, das Bestandteil des „Zentraluniversums“ Havona ist. Dort befindet sich „die ewige Paradies-Insel“ als Aufenthaltsort Gottes.
Michael gilt als Schöpfer und Herrscher Nebadons. Im Urantia Buch ist er kein Erzengel, sondern der 611121. Gottessohn, der in verschiedenen Welten Inkarnationen (im Buch „Selbsthingabe“ genannt) in der Gestalt eines Geschöpfes durchläuft. In der siebten und letzten Inkarnation wird er auf Urantia zu Jesus Christus, um die Rebellion Luzifers endgültig zu überwinden und anschließend „die höchste Macht und richterliche Gewalt über das Universum“ zu übernehmen.

### Symbol
Das Urantia-Logo, das auch auf dem Umschlag des Buches abgebildet ist, besteht aus drei hellblauen konzentrischen Kreisen, die „das materielle Symbol der Herrschaft der Trinität über die ganze Schöpfung“ darstellen sollen. Gleichzeitig soll das Logo das Banner Michaels im Kampf gegen den rebellierenden Luzifer darstellen, dessen Symbol ein schwarzer Punkt mit umgebendem rotem Kreis auf weißem Hintergrund ist.

### Aufbau des Buches
Das der Gnosis nahestehende Buch thematisiert Gott, Wissenschaft, Religion, Geschichte, Philosophie und das Schicksal. Sowohl die englische als auch die 2005 erschienene deutschsprachige Ausgabe umfassen 2.097 Seiten. Das Buch ist in vier Teile nebst einem Vorwort gegliedert und besteht aus 196 Kapiteln. Die vier Teile sind in „sich anthropozentrisch verengender Perspektive“ angeordnet.

#### Vorwort
In der Einleitung werden die Begriffe und philosophischen Konzepte des Buches vorgestellt. Dieses Vorwort wurde angeblich von einem „Göttlichen Ratgeber von Orvonton“ verfasst.

#### Teil I: Das Zentraluniversum und die Superuniversen
31 Kapitel beschreiben das Wesen der Höchsten Wirklichkeit und die astronomisch-kosmologische Organisation des Universums. Das Paradies wird, zusammen mit der Insel des Paradieses – das materielle und Gravitationszentrum des Universums – beschrieben als die Quelle aller Energie, Substanz, des Lebens und der Eigenschaften der Welt. Beschrieben wird auch ein Universum in der organisierten Hierarchie, die in einem relativen Prozess der Schöpfung entstanden ist, und auch wie sich zahlreiche bewohnte Planeten in allen Stadien der geistigen, biologischen, intellektuellen und Sozialentwicklung entwickeln.

#### Teil II: Das Lokaluniversum
25 Kapitel betreffen unser lokales Universum. Es spricht von der Geschichte der Substanz, von der Energie und von den Konstellationen des lokalen Universums. Auch die Bereiche des Lichtes und des Lebens und des Wachstums, die der Mensch durch seine Treue zu Gott erreichte. Es beschreibt den selbst-opfernden Dienst gegenüber unseren Mitgeschöpfen, die Pläne für die Schöpfung und die Entwicklung und die Regierung des lokalen Universums.

#### Teil III: Die Geschichte Urantias
63 Kapitel beschreiben die Geschichte der Erde. Beschrieben wird im Detail die Geschichte der geologischen Entwicklung, die Einrichtung des Lebens, die evolutorische Geschichte des Menschen und die Entstehung von Zivilisationen, von Regierungen und von Institutionen. Die Geschichte wird in einer Weise erzählt, dass die zugrundeliegende fromme Zivilisation menschlicher Wesen das neue Leben gewinnen und dass darauf aufbauend die Grundlagen einer umfassenderen kulturellen Entwicklung geschaffen werden können.

#### Teil IV: Das Leben und die Lehren Jesu
Dieser umfangreichste Teil beschreibt in 77 Kapiteln auf 775 Seiten aus der Sicht von „zwölf Mittlern Urantias“ unter Aufsicht eines „Offenbarungsleiters“ das Leben Jesu, der wie bei den Adventisten mit dem Erzengel Michael gleichgesetzt wird und als Inkarnation Michaels gilt. In diesem Teil wird zusätzlich die Kindheit und das nicht in den kanonischen Evangelien überlieferte Wirken Jesu zwischen dem 12. und 30. Lebensjahr in epischer Breite erzählt.

## Autorenschaft

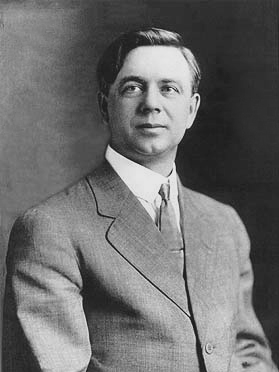
William S. Sadler 1915

Neueren Untersuchungen zufolge gilt der Mediziner, Psychiater und Laienprediger William S. Sadler (1875–1969) als Hauptautor des Urantia-Buches. Sadler, der bis 1906 der adventistischen Theologie Ellen Gould Whites nahestand, zeichnete später Texte eines Mediums auf, die fünf Jahre nach Gründung der Urantia Foundation publiziert wurden.
Ein Hinweis auf eine Entstehung um 1934 findet sich im Buch selbst am Ende des ersten Teils: „[...] wir handeln in Erfüllung eines Erlasses der Ältesten der Tage von Uversa, der bestimmt, dass wir dies auf Urantia, der Nummer 606 Satanias in Norlatiadek von Nebadon, im Jahre 1934 tun sollen.“ Auch der zweite Teil soll nach den Angaben des Buches „im Jahr 1934 urantianischer Zeitrechnung“ entstanden sein, während der dritte Teil angeblich „im Jahre 1935 urantianischer Zeitrechnung“ aufgezeichnet wurde. Beim abschließenden vierten Teil fehlen Zeitangaben, sodass ein Zeitraum bis 1950 gelten könnte, als die Urantia Foundation gegründet wurde, um eine originalgetreue Drucklegung zu gewährleisten. Zum Vorstand dieser Stiftung gehörten damals u. a. der vermutliche Autor William S. Sadler als Vizepräsident und William M. Hales als Präsident.
Sicher ist nur, dass die Endredaktion des Buches spätestens 1955 mit der Drucklegung abgeschlossen war.

## Kritik
Kritik von katholischer Seite wurde abgesehen von theologischen Einwänden zur Rolle Jesu Christi und der Bewertung seines Todes am Kreuz u. a. auch wegen der „kaum christlich zu nennende(n) Tendenz zur Eugenik“ laut, die Matthias Pöhlmann und Christian Ruch als „Ungeist“ und als ein Phänomen der ersten Hälfte des 20. Jahrhunderts bezeichnen, „das sich nicht nur auf das nationalsozialistische Deutschland beschränkte“.

## Rezeption und Adaptionen
- Karlheinz Stockhausens Opernzyklus Licht und sein Kammermusik-Zyklus Klang wurden in weiten Teilen durch das Urantia-Buch inspiriert,[7][13] wobei er in einer Szene aus Donnerstag aus Licht sogar das Urantia-Symbol bei den Regieanweisungen für die Beleuchtung und bei den Kostümen adaptierte.[7]
- Im 1977 veröffentlichten Album Heavy Weather der Jazz-Rock-Gruppe Weather Report findet sich im Titel Havona eine eindeutige Anspielung auf das Urantia-Buch.
- Die französische Rock-Band Magma berief sich auf einen Mythos von Kobaïa, der wiederum vom Urantia-Buch beeinflusst war.[14]

### Primärliteratur
- Das Urantia Buch (sic). Übersetzung von The Urantia Book, Herausgegeben von der Urantia Foundation, Chicago, Illinois, zweite Auflage, Kanada 2008. ISBN 978-1-883395-56-8